# Quatuor à cordes no 15 de Schubert
Pour les articles homonymes, voir Quatuor à cordes no 15.

Le Quatuor à cordes no 15 en sol majeur, D. 887 a été écrit par Franz Schubert en dix jours en juin 1826 et est le quinzième et dernier composé pour cette formation de chambre.
Il n'écrira son quintette à cordes que deux ans plus tard et cela sera son ultime œuvre pour ensemble de chambre à cordes.
La première en intégralité n'eut lieu qu'en 1850 et son édition date de 1851, soit vingt-trois ans après la mort du musicien.
Ce dernier quatuor se caractérise par son ampleur polyphonique, et sa complexité structurale, faite de contrastes vertigineux.
Il comporte quatre mouvements et son exécution dure environ trois quarts d'heure.
- Allegro molto moderato
- Andante un poco moto
- Scherzo Allegro vivace
- Allegro assai

## Analyse de l'œuvre
Le premier mouvement, de forme sonate (3/4, en sol majeur), débute par un accord de sol majeur tenu aux deux violons et à l'alto. Cet accord bascule brusquement vers sol mineur, avec l'appui du violoncelle. Ce motif harmonique servira de base à tout ce mouvement. Il est immédiatement suivi d'un motif rythmique en sol mineur, débordant de fougue, sur la base de croches-pointées/doubles, produisant une interrogation (piano). Schubert énonce ainsi son matériau, et le répète, à la dominante.
Une fois les fondations exposées dans l'introduction, Schubert nous révèle son véritable thème — l'antécédent est au premier violon, le conséquent au violoncelle. Ce thème est une mélodie libre, soutenue par des trémolos (l'utilisation fréquente de ceux-ci vaudra parfois à cette œuvre le surnom de « quatuor des trémolos »), formant une basse chromatique descendante. Cette mélodie est en fait fondée sur ce rythme croche-pointée/double apparu dès le début (dans le « Schubert de la fin », presque chaque séquence structurée possède un lien, plus ou moins direct, avec le reste de l'œuvre). Ce thème est suivi d'un développement assez cursif — lequel, chez Schubert, joue un rôle de pont modulant, avant la reprise des thèmes principaux, selon le schéma de la forme sonate, reprise où, cependant, ces thèmes subissent diverses variations par rapport à l'exposition initiale.